# Самойлов, Леонтий Маркович
Леонтий Маркович Самойлов (1796/1797—1853/1854) — русский чиновник; председатель московских отделений мануфактурного и коммерческого советов, попечитель московских рисовальных школ и член учёного комитета министерства финансов.

## Биография
Родился 22 декабря 1796 (2 января 1797) года.
Получив прекрасное образование в Одессе, затем слушал лекции в нескольких европейских университетах. Изучил четыре иностранных языка настолько хорошо, что не только легко объяснялся на них, но и писал.
Первоначально он поступил на службу в контору одного крупного торгового дома, где и оставался до 1820 года, когда перешёл на государственную службу — канцеляристом в департамент народного просвещения. В 1824—1842 годах служил в департаменте внешней торговли министерства финансов. Принимал участие в организации мануфактурных выставок со времени их учреждения (с 1829 года). После назначения в 1843 году чиновником особых поручений министерства финансов, в 1845 году он был командирован по Высочайшему повелению в Варшаву в качестве депутата при русских фабрикантах на бывшей там выставке. В 1847 году стал членом учёного комитета министерства финансов. В 1851 году на него было возложено составление описания русского отдела всемирной выставки в Лондоне.
Из его печатных трудов и статей наиболее известны:
- Атлас промышленности Московской губернии. — М.: Моск. отделение мануфактурного совета, 1845. — 1 атл. (128 с. текста, 13 л. карт, 6 грав.)
- Обозрение Лондонской всемирной выставки по главнейшим отраслям мануфактурной промышленности / Л. М. Самойлов и А. А. Шерер[2]. — Санкт-Петербург : тип. Деп. вн. торг., 1852. — X, 212 с.
- Обзор хлопчатобумажной и шерстяной промышленности и русского отделения на Лондонской выставке.
- О шелковых фабриках // "Собрание материалов для истории и статистики России.
- О торговле с Китаем.
- О некоторых своеземных материалах, питающих нашу мануфактурную производительность.

Л. М. Самойлов был членом нескольких ученых русских и иностранных обществ: Русского географического общества, Московского общества сельского хозяйства, комитета шелководства, статистического отделения совета министерства внутренних дел и других.
Скончался в Санкт-Петербурге в чине статского советника 21 декабря 1853 (2 января 1854) года. Похоронен на Пятницком кладбище.

## Семья
Жена — Элеонора Францевна, урождённая Блюхер. Их дети:
- Владимир (1830—1840)
- Леонтий (1832—1834)
- Ольга (1834—1912), была замужем за Н. Е. Штаденом.